# معفر
معفر هي قرية تابعة لبلدية صالح باي ولاية سطيف. تقع على الطريق الولائي رقم 64 الرابط بين عين ولمان وعين آزال.تتميز بتربتها الفلاحية.